# (22168) Weissflog
(22168) Weissflog (2000 WX158) – planetoida z grupy przecinających orbitę Marsa okrążająca Słońce w ciągu 3,17 lat w średniej odległości 2,16 j.a. Odkryta 30 listopada 2000 roku.